# Cỏ duyên linh
Chi Cỏ duyên linh (tên khoa học: Trillium) là một chi thực vật có hoa trong họ Melanthiaceae. Nó là chi thực vật sống lâu năm bản địa khu vực ôn đới Bắc Mỹ và châu Á.

## Phân loại
Trước đây nó được coi là họ Trilliaceae, một phần của bộ Liliales. Hệ thống APG III gộp Trilliaceae vào họ Melanthiaceae, nơi nó được coi là thuộc tông Parideae.

## Danh sách loài
- Trillium albidum
- Trillium amabile
- Trillium angustipetalum
- Trillium camschatcense
- Trillium catesbaei
- Trillium cernuum
- Trillium channellii
- Trillium chloropetalum
- Trillium crockerianum
- Trillium cuneatum
- Trillium decipiens
- Trillium decumbens
- Trillium discolor
- Trillium erectum
- Trillium flexipes
- Trillium foetidissimum
- Trillium govanianum
- Trillium gracile
- Trillium grandiflorum
- Trillium hagae
- Trillium japonica
- Trillium komarovii
- Trillium kurabayashii
- Trillium lancifolium
- Trillium ludovicianum
- Trillium luteum
- Trillium maculatum
- Trillium miyabeanum
- Trillium nivale
- Trillium ovatum
- Trillium parviflorum
- Trillium persistens
- Trillium petiolatum
- Trillium pusillum
- Trillium recurvatum
- Trillium reliquum
- Trillium rivale
- Trillium rugelii
- Trillium sessile
- Trillium simile
- Trillium smallii
- Trillium stamineum
- Trillium sulcatum
- Trillium taiwanense
- Trillium tschonoskii
- Trillium underwoodii
- Trillium undulatum
- Trillium vaseyi
- Trillium viride
- Trillium viridescens
- Trillium yezoense